# Довбенчук Василь Юрійович
Василь Юрійович Довбенчук (12 листопада 1919, Косів — 19 вересня 1989, Косів) — український радянський майстер різьблення по дереву і педагог; член Спілки радянських художників України.

## Біографія
Народився 12 листопада 1919 року в місті Косові (нині Івано-Франківська область, Україна). У 1930-х роках навчався різьблення у приватній школі Василя Девдюка. З 1939 року працював різьбярем в артілі «Гуцульщина». Брав участь у німецько-радянській війні.
Протягом 1948—1959 років працював інструктором з художнього оброблення дерева у Косівському училищі прикладного мистецтва; у 1960—1979 роках — вчителем трудового навчання у середній школі Косова. Розробив програму навчання різьблення та інкрустації для учнів середньої школи.
Мешкав у Косові, в будинку на вулиці Кірова, № 10 (нині вул. Середня,10). Помер у Косові 19 вересня 1989 року.

## Творчість
Працював у галузі декоративного мистецтва (різьблення по дереву, інкрустація). Виготовляв касетки, тарелі (зокрема з гербами УРСР і РРФСР, до 300-річчя возз'єднання України з Росією — 1954), свічники, таці, рахви, шкатулки, декоративні обкладинки та футляри для книг (книга-альбом до 40-річчя Великої Жовтневої соціалістичної революції з гербом СРСР — 1957; книга-альбом «Радянська Україна» — 1960), меблеві гарнітури, інкрустовані бісером, металом і перламутром.
Брав участь у республіканських виставках з 1954 року, всесоюзних — з 1940 року.
Роботи зберігаються в Національному музеї українського народного декоративного мистецтва в Києві, Музеї етнографії та художнього промислу у Львові. У Національному музеї народного мистецтва Гуцульщини та Покуття імені Йосафата Кобринського у Коломиї зберігаються чотири твори майстра.